# Solução de Schiller
A solução de Schiller é uma solução composta de iodo, iodeto de potássio e água destilada. Na preparação desta solução não são utilizadas recipientes de metal ou plástico, devido a reação dos componentes com estes materiais. A solução de Schiller após preparada sempre é mantida em recipientes de vidro âmbar.
É utilizada para realizar o teste de Schiller na colposcopia. Resultados positivos não coram com iodo, ou seja, não existe mudança de cor, caracterizando grande parte de alterações benignas. Resultados negativos, onde aparece cor castanha são indicativos de células normais.